# Bernard Rübsamen
Bernardus Wilhelmus Maria Rübsamen (Amsterdam, 9 februari 1964 – 5 januari 2024) was een Nederlands fotograaf.
Rübsamen groeide op in de jaren zestig en zeventig, de jaren dat de popmuziek opkwam. Rübsamen, met een middelbare schoolopleiding genoten aan het Isendoorn College, viel voor de muziek en teksten van David Bowie, in de jaren zeventig al met Fame en later door de film Christiane F. - Wir Kinder vom Bahnhof Zoo. Hij pakte de tekst van Bowie We can be heroes, just for one day als motto (Heroes).
Hij werd fotograaf bij de IJssel Express en andere plaatselijk bladen in de omgeving van Zutphen. Hij werkte vanaf 1985 ook enige tijd bij fotograaf Frits Gerritsen. Zijn eerste foto van zijn idool kon hij maken toen Bowie optrad in Paradiso ter promotie van Glass Spider (1984), nadat hij een jaar eerder tijdens de Serious Moonlight Tour in het publiek stond. Het werd geplaatst in De Graafschapbode. Hij werd aldus popfotograaf die ook wel Bono Vox en Tina Turner voor zijn lens kreeg.
Later in 1998 wendde hij zich tot royaltyfotografie, hetgeen hem twee maal bijna fataal werd. Hij was bij de Aanslag op Koninginnedag 2009 en kreeg een hartinfarct tijdens de plechtigheden na de dood van Fabiola Mora y Aragón in 2014. Daarna moest hij opnieuw beginnen, maar kon zich dankzij Ivo van Hove weer tot Bowie wenden. Ten Hove verkondigde in De Wereld Draait Door dat Bowie bezig was met nieuw werk (Lazarus). Rübsamen verzamelde zijn beste foto’s en stelde daaruit een boek samen: David Bowie, On stage in Holland. Hij wilde het in 2015 in New York overhandigen aan Bowie, maar kreeg die gelegenheid niet. Wel kon hij nog net een foto van het popidool schieten. Het bleek de laatstbekende foto van Bowie te zijn; de foto was amper een maand oud toen Bowie overleed. Die foto ging de hele wereld over. In 2023 volgde nog het fotoboek David Bowie: Photography & Tribute.
Rübsamen overleed op 5 januari 2024 op 59-jarige leeftijd aan een nieuw hartinfarct, juist op het moment dat hij (her)trouwplannen had voor 9 februari 2024.
- Gemeinsame Normdatei: 1126276081
- International Standard Name Identifier: 0000 0004 9790 622X
- Library of Congress Control Number: no2017006054
- Nederlandse Thesaurus van Auteursnamen: 402446089
- Virtual International Authority File: 260147266659535480910